# Урсулинки
Урсули́нки, или урсула́нки (Ursulinae, OSU), — католическая женская монашеская конгрегация, основанная в 1535 году Анджелой Меричи в Италии. Полное название — «Римский союз Ордена Святой Урсулы». Термин «урсулинки» применяют также к ряду других женских монашеских конгрегаций, независимых от «Римского союза», но руководствующихся урсулинской духовностью. Наиболее известны среди них «Сёстры-урсулинки из Тильдонка» и «Сёстры-урсулинки Святейшего Сердца Иисуса».

## История
В 1535 году Анджела Меричи из Брешии основала в своём родном городе «Общество Святой Урсулы» и написала для него устав. Первоначально урсулинки не являлись монашеским обществом и объединяли молодых девушек, посвятивших себя Богу, но оставшихся в миру. Вместо монашеских обетов урсулинки давали торжественное обещание жить в бедности и целомудрии. Главным направлением их деятельности было создание школ и приютов для девочек и девушек.
В 1536 году их устав утвердил епископ Брешии, в 1544 году папа Павел II. Покровительницей общества стала святая Урсула. Деятельность общества вызвала интерес Карла Борромео, который способствовал распространению деятельности урсулинок на Апеннинах. С его подачи устав общества был преобразован по монашеским правилам св. Августина. Изменённый устав в 1572 году утвердил папа Григорий XIII, после чего урсулинки стали монашеским орденом. Главным направлением деятельности ордена продолжало оставаться католическое образование.
В XVII—XVIII веках орден динамично развивался в Италии и Франции. Французские урсулинки вели миссию в Квебеке среди индейцев. Миссионерка Мария Гийяр причислена к лику блаженных. К началу Французской революции урсулинки во Франции насчитывали 250 монастырей (14 в одном Париже) и более 10 тысяч монахинь.
Во время революции орден во Франции был упразднён, монастыри закрыты. 32 монахини были казнены на гильотине (впоследствии беатифицированы). При Наполеоне I орден был восстановлен, но былого распространения не получил. В XIX—XX веках орден бурно развивался в Северной Америке, в настоящее время в США и Канаде урсулинкам принадлежит целый ряд колледжей и академий.
В 1900 году на генеральном капитуле ордена, урсулинки были реорганизованы в конгрегацию под названием «Римский союз Ордена Святой Урсулы».
Под эгидой Русского апостолата в юрисдикции Экзархата в Маньчжурии с 1928 по 1948 год действовал Колледж при Конвенте сестер-урсулинок в Харбине.

## Современное состояние
По данным на 2009 год Римский союз Ордена Святой Урсулы насчитывал 2074 монахини и 241 обитель. Урсулинки играют большую роль в католическом образовании, им принадлежит большое количество школ и колледжей. Кроме того монахини заняты катехизаторской работой в приходах и миссионерской деятельностью.

## Другие конгрегации урсулинок

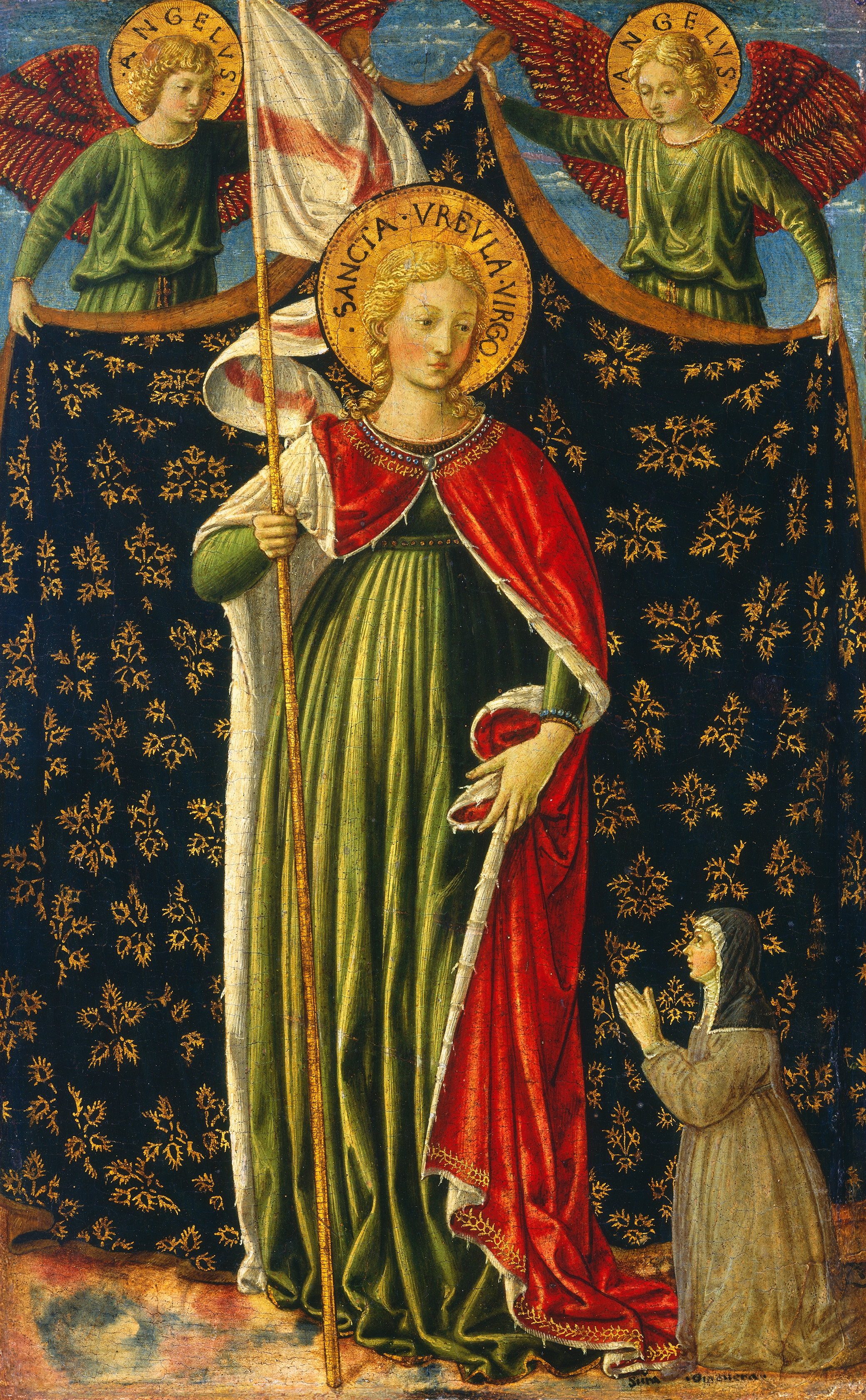
Беноццо Гоццоли. Святая Урсула (ок. 1455–1460)

- Сёстры-урсулинки из Тильдонка. Основаны в Тильдонке (Бельгия) в 1820 году, в 1832 году утверждены Святым Престолом. Действуют в Бельгии, Канаде, США, Индии и ДР Конго. Насчитывают 1211 монахинь и 142 обители
- Сёстры-урсулинки Сердца Иисуса в агонии (USJK). Основаны святой Урсулой Ледуховской. В 2009 году насчитывали 806 монахинь и 96 обителей. Большая часть обителей находится в Польше. Есть монастыри в Белоруссии, на Украине, в Германии, в Финляндии, а также в нескольких странах Америки. С 1909 по 1917 год существовал монастырь в Санкт-Петербурге. В 2007 году петербургская община урсулинок Святейшего Сердца была воссоздана[1].